# Vacheron Constantin
Vacheron Constantin, auch Vacheron & Constantin (Genève), ist eine Schweizer Uhrenmanufaktur in Genf. Das im Jahre 1755 gegründete Haus ist die älteste ununterbrochen tätige Uhrenmanufaktur der Welt und gehört heute zur Richemont-Gruppe.

## Geschichte

### 18. Jahrhundert

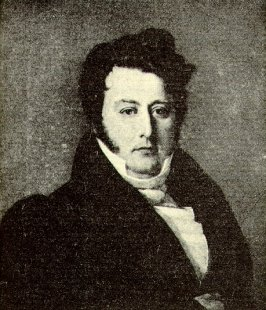
François Constantin (1788–1854)

Im Jahre 1755 eröffnete der 24-jährige Uhrmachermeister Jean-Marc Vacheron mit einem Lehrling seine Werkstatt in Genf. Als Cabinotier fertigte Vacheron erlesene Uhren, deren Ruf sich bald über die Landesgrenzen hinaus erstreckte. Bereits 1785 firmierte der Betrieb das erste Mal um in Abraham Vacheron-Girod, nachdem Jean-Marcs Sohn, Abraham Vacheron, seinem Vater als Inhaber der Uhrenwerkstatt gefolgt war. Bis zum Ausbruch der Französischen Revolution 1789 verfügte Abraham Vacheron über einen Teil des französischen Adels als Kundschaft.

### 19. Jahrhundert
Im Jahr 1810 wurde die Firma unter der Leitung von Jacques-Barthélémy Vacheron, der die Uhrenmanufaktur von seinem Vater Abraham Vacheron 1810 übergeben bekommen hat, in Vacheron-Chossat umbenannt. Der Geschäftsmann François Constantin schloss sich im Jahr 1819 mit Jacques-Barthélémy Vacheron zusammen und sie gründeten die neue Firma Vacheron & Constantin. Constantin reiste jahrzehntelang durch ganz Europa und eröffnete den Produkten des Hauses Vacheron et Constantin zahlreiche Märkte. Die ersten Vertretungen in den Vereinigten Staaten wurden 1830 eingerichtet, bei Jean Magnin in New York und bei Brey in New Orleans. Zudem prägte er den bis heute gültigen Leitspruch des Hauses: „Faire mieux si possible, ce qui est toujours possible“ (zu deutsch: Verbessern wenn möglich, was immer möglich ist).
Im Jahr 1839 wurde die Geschichte der gesamten Uhrmacherei durch die Einstellung von Georges Auguste Leschot als technischer Direktor einschneidend verändert. Dieser entwickelte und baute die ersten Maschinen, die eine Serienproduktion von Uhrenteilen ermöglichten, insbesondere den Pantographen. Bis dahin konnte kein Uhrenteil durch ein anderes ausgetauscht werden, da alle Teile manuell gefertigt wurden und daher zwangsläufig Unregelmässigkeiten aufwiesen. Durch die Ergänzung der Handarbeit durch Maschinenproduktion revolutionierte das Haus Vacheron et Constantin die Uhrenherstellung und ermöglichte auch eine beträchtliche Beschleunigung der Vermarktung der nun industriell hergestellten Produkte.
Nach dem Tod François Constantins 1854 übernahm sein Sohn Jean-François die Unternehmensführung. Im Jahr 1864 wurden die ersten eigenen Verkaufgeschäfte in den USA eingerichtet. Die Firma wurde 1867 in César Vacheron & Co und zwei Jahre später in Charles Vacheron & Cie umbenannt. Nach dem frühen Tode Charles Vacherons mit 25 Jahren wurde das Unternehmen unter der Leitung der beiden Witwen von Charles und Jacques-Barthélémy, Laure Vacheron-Pernessin und Cathérine-Étiennette Vacheron, in Vve. César Vacheron & Cie und 1877 ein bisher letztes Mal in Vacheron & Constantin umbenannt.
Am 18. Dezember 1880 ließ Vacheron Constantin ein „Malteserkreuz“ als Logo der Marke eintragen und seither wurde dieses als Bild- und Schutzmarke dem Namensschriftzug hinzugefügt. Es ist die Nachbildung eines kleinen Rades auf dem Federhausdeckel, das früher dazu diente, den Aufzug der Feder zu begrenzen, wodurch der Gang der Uhr verbessert wurde.

### 20. Jahrhundert
Bekannte Taschenuhren von Vacheron Constantin sind die King Fouad und die King Farouk, die nach ihren Erwerbern benannt wurden.
Die Zusammenarbeit mit dem Rohwerkelieferanten Jaeger-LeCoultre führte 1938 unter dem JLC-Marketingdirektor Georges Ketterer und dem JLC-Verwaltungsdirektor Paul Lebet zu einer Vereinigung beider Unternehmen in der Holding SAPIC. Einer der Direktoren von Vacheron Constantin, Henri Wallner, wurde geschäftsführender Direktor von SAPIC. Ein anderer geschäftsführender Direktor von Vacheron Constantin, Charles Constantin, verblieb in seiner Funktion. Da die Werkstätten im Sentier die Rohwerke liefern sollten, verließ der Rohwerkeentwickler von Vacheron Constantin, Albert Pellaton, das Unternehmen. Charles Constantin verkaufte seine Aktienmehrheit 1940 an Georges Ketterer.
1944 wurde das zur damaligen Zeit flachste Armbanduhrwerk der Welt (Kaliber JLC903 bzw. AP2003) für Audemars Piguet entwickelt, das später auch von Vacheron Constantin (VC1003) verwendet wurde. Der Verwaltungsdirektor Paul Lebet starb 1945, seine Funktion wurde Georges Ketterer übertragen. Der Vorstandsvorsitzende Jacques-David LeCoultres starb 1948, sein Nachfolger wurde ebenfalls Georges Ketterer. Charles Constantin trat 1949 zu Gunsten seines Neffen Léon Constantin zurück. Mit dem Tod Henri Wallners 1951 waren somit alle früheren Direktoren von Vacheron Constantin aus der Geschäftsleitung ausgeschieden. In den 1950er Jahren übernahm den Vertrieb der Uhren in den USA die Firma Vacheron&Constantin-LeCoultre, eine Tochterfirma der Longines-Wittnauer-Gruppe.
1965 verließ Georges Ketterer die Holding SAPIC als Geschäftsführer, um fortan nur noch Vacheron & Constantin zu leiten, gleichzeitig wurde Vacheron & Constantin aus der SAPIC ausgegliedert. Den Restbetrag aus seiner Beteiligung an SAPIC erhielt Ketterer in Form einer Minderheitsbeteiligung an Jaeger-LeCoultre. Nach dem Tode Georges Ketterers 1969 übernahm sein Sohn Jacques Ketterer die Leitung. Ende der 1970er Jahre wurde das Und-Zeichen im Firmennamen und auch auf Zifferblättern fallengelassen.
Die Firma wurde 1985 an den ehemaligen saudischen Ölminister Ahmed Zaki Yamani verkauft, und Claude Daniel Proellochs wurde Direktor. Im Jahr 1996 wurde Vacheron Constantin an die Vendôme Luxury Group, heute Richemont, verkauft. Durch den Zukauf von Haut de Gamme, einen Hersteller von Uhrwerken, wurde Vacheron Constantin 1998 schließlich wieder zur Uhrenmanufaktur.
Die bekanntesten Armbanduhrenmodelle sind solche mit dem Kaliber VC4261 mit Minutenrepetition, die Ultra-Plate mit dem Handaufzugs-Kaliber VC1003 (1,64 mm Höhe) mit seinen zum Teil skelettierten Varianten, die Kallista als damals teuerste Armbanduhr der Welt, sowie das flachste Uhrwerk mit automatischem Aufzug durch einen vollen Rotor, das Kaliber VC1120 (basierend auf JLC920 mit 2,45 mm Höhe), das seit 1967 bis heute eingesetzt wird, und das Kaliber VC1170 (basierend auf Lassale K2000 mit 2,08 mm Höhe), das vorübergehend im letzten Jahrzehnt des 20. Jahrhunderts verwendet wurde.

### 21. Jahrhundert
Im Jahre 2005 feierte Vacheron Constantin sein 250. Jubiläum und ist damit die älteste Uhrenmanufaktur der Welt, die seit ihrer Gründung ununterbrochen tätig ist. Zu dieser Gelegenheit wurde die Armbanduhr Tour de l’Île mit 16 Komplikationen und 834 Einzelteilen herausgebracht (siehe Grande Complication). Derzeit beschäftigt das Haus Vacheron Constantin, das zur Richemont-Gruppe gehört, weltweit rund 400 Mitarbeiter, von denen die meisten in der Manufaktur in Plan-les-Ouates im Kanton Genf tätig sind. Vertreten ist die Marke in circa 80 Ländern der Welt.

## Kollektionen
- Malte
- Patrimony
- Overseas
- Historiques
- Métiers d’Art
- Ladies Timepieces
- Cabinotiers
- Fiftysix